# Naragonia
Naragonia è un gruppo di musica folk fiammingo, fondato nel 2003 durante l'Andanças Festival au Portugal. Il gruppo è nato principalmente per suonare musica per i balli Balfolk. Originariamente è un duo, ma a volte si aggiungono altri due componenti per diventare un quartetto sotto il nome di "Naragonia Quartet".

## Membri del gruppo
- Pascale Rubens: Fisarmonica diatonica, violino, voce
- Toon Van Mierlo: fisarmonia diatonica, cornamusa (uilleann pipes, béchonnet, cornamusa delle fiandre, gaita, biniou), Sassofono soprano, clarinetto, bombarde, Low whistle

## Naragonia Quartet
- Pascale Rubens
- Toon Van Mierlo
- Luc Pilartz: violino
- Maarten Decombel: mandola, chitarra

Il gruppo registra due album sotto la Appel Rekords, prima di passare sotto la Homerecords per l'album Mira pubblicato nel 2018.
Precedenti membri:
- Wouter Vandenabeele violino[1].

## Discografia

### Duo
- Tandem (2006), Appel Rekords
- Janneke Tarzan (2007), Appel Rekords
- Carabel (2010), Appel Rekords
- Myriad (2015), Appel Rekords

### Quartetto
- Batiska (2011)[2], Appel Rekords
- Idili (2013), Appel Rekords
- Mira (2018), Homerecords

## Pubblicazioni
- (EN) Pascale Rubens, Toon Van Mierlo e Aurélien Claranbaux, Naragonia Tune Book, 2010.
- (EN) Pascale Rubens e Toon Van Mierlo, Naragonia - Diatonic tunebook, 2017.